# 신동엽 (희극인)
신동엽(申東燁, 1971년 2월 17일~)은 대한민국의 희극 배우 출신 MC이다.
그는 SBS 예능 프로그램 '기쁜 우리 토요일'과 MBC 시트콤 '남자셋 여자셋'에 출연해 인기를 얻었다.

## 학력
- 서울청운초등학교(졸업)
- 청운중학교(졸업)
- 경복고등학교(졸업)
- 서울예술대학(연극과 / 졸업)

## 생애
신동엽은 1971년 2월 17일, 충청북도 제천시에서 아버지 신인철(1934 ~ 2022)과 어머니 윤영옥(1940 ~ 1995)과의 사이에서 3남 1녀 중 막내로 태어났다. 큰형 신동진(1962년생)은 청각장애 농인으로 태어나 주변에서 놀림을 당했다. 신동엽과 아버지 신인철, 어머니 윤영옥은 물론이고 누나 신미숙(1967년생)과 둘째형 신동훈(1968년생)은 자처해서 그를 보호했다. 이후  신동진이 회상하길 '동엽이한테 밥 좀 사주고 싶어요, 나를 아껴줘서 고맙고 사랑해요'라고 밝히기도 했다.
1991년 말, SBS 개국과 함께 SBS 특채 개그맨으로 선발되었다. 별다른 무명 시절을 보내지 않고 《토요일 7시 웃으면 좋아요》의 한 코너 '레일맨'에서 유행어 "안녕하시렵니까?"로 단숨에 주목을 받았다. 곱상한 외모로 책받침 모델로도 등장하며 당시 이휘재, 박수홍 등과 함께 꽃미남 개그맨으로 꼽혔다.
SBS의 버라이어티 프로그램 《기쁜 우리 토요일》과 MBC 시트콤 《남자셋 여자셋》에 잇달아 출연하며 인기를 누렸으나 1999년 대마초 흡연 혐의로 구속 기소된 뒤 약 11개월 간 방송활동을 중단했다. 대마초 사건 이후에도 계속 교제중이던 이소라와는 2001년에 결국 결별했다. 2000년 《일요일 일요일 밤에》의 한 코너인 러브하우스로 방송에 복귀하였으며, 인기에 힘입어 재기에도 성공했다. 이후에도 《해피투게더》, 《느낌표》, 《헤이헤이헤이》 등으로 전성기를 이어갔다.
그러나 콩트와 스튜디오 안에서의 개인 진행을 주특기로 하는 스타일은 2000년대 중반 이후 봇물을 이룬 리얼 버라이어티 프로그램과 집단 MC 체제에는 맞지 않았고, 이로 인해 《퀴즈프린스》, 《오빠밴드》, 《신동엽 신봉선의 샴페인》, 《야행성》 등 출연한 프로그램들이 저조한 시청률로 폐지되는 부진에 시달렸다.
이후 2011년 《김연아의 키스 & 크라이》와 2012년 《불후의 명곡 전설을 노래하다》 등 오디션 형식의 프로그램에서 특유의 순발력 있는 진행으로 두각을 보이기 시작했고, 《대국민 토크쇼 안녕하세요》, 《불후의 명곡 전설을 노래하다》, 《강심장》 등에서 메인 MC를 맡는 등 활발한 활동을 벌이며 제2의 전성기를 맞이해 2002년에 이어서 2012년 KBS 연예대상 대상을 수상하였다. 현재 각종 케이블 채널에서 특유의 '섹드립'으로 인해 다시 주목받고 있다. 2022년 KBS 연예대상에서 대상을 받으면서 10년 주기로 총 세 번의 KBS 연예대상을 받았다.

## 기타 사항

### 사업
고등학교 선배인 이수만이 SM 엔터테인먼트를 확장시키는 것을 보면서 사업에 관심을 가졌고, 2005년 자신의 이름을 딴 전문 엔터테인먼트 회사 DY엔터테인먼트를 설립했다. 이듬해 동업자가 회사 주식 55.19%를 팬텀엔터테인먼트의 자회사 도너츠미디어로 넘겼고, 2009년에는 소속사 디초콜릿이앤티에프와 경영권 분쟁 끝에 소속사와 관계를 청산했다. 2008년에는 다이어트용 신발 사업의 투자자 겸 공동대표가 되었으나 경영 부진으로 부채를 갚지 못해 가맹점주들에게 사기 혐의로 피소를 당하기도 했다.

### 결혼
신동엽은 본래 독신주의 성향이었는데, 2002년 MBC 《일요일 일요일 밤에》의 코너 〈러브하우스〉에서 당시 조연출을 맡고 있었던 선혜윤 PD를 만나 호감을 느끼면서 점차 그러한 성격을 탈피하게 되었다. 열애중 동료PD들의 주선이 있었으며, 2년 간의 교제 끝에 2006년 5월 27일 결혼했다. 당시 결혼식의 주례는 송창의PD가, 사회는 신동엽의 절친한 친구인 안재욱이 맡았다. 2007년 4월 4일 태어난 딸 지효에 이어 2010년 4월 8일 아들을 얻어 1남 1녀의 아버지가 되었다.

### MC로서의 장점
신동엽은 자신이 개그를 할 타이밍을 기가 막히게 잘 잡아내며 굉장히 정교하게 토크를 이끌어가는데 얄미워 보이는 어그로를 끌면서도 상대방의기분을 일절 건드리지 않을 정도로 딱 재미만 뽑아낸다.

## 사건·사고
1999년 12월 14일 서울지방검찰청 강력부는 집 등에서 대마초를 피운 신동엽을 대마 관리법 위반 혐의로 구속 기소하였다. 경찰에 따르면 신동엽은 1998년 8월 15일 미국 어학연수에서 귀국할 때 대마초 3g을 몰래 반입하여, 다음 날부터 서울특별시 강남구 청담동에 있었던 자신의 집과 서울특별시 은평구 진관동에 위치한 친구 집 등등의 장소에서 3차례에 걸쳐 대마초를 피우는 등 대마초 7g을 7차례 피운 혐의로 구속 기소되었다. 그러다가 구속 4일 뒤인 12월 18일 서울지방법원은 신동엽이 낸 보석 신청을 받아들여 보증금 2천만원을 내는 조건으로 보석을 허가하였다. 보석의 허가 사유는 "신씨가 전과가 없는데다 혐의 사실도 단지 몇 차례 대마초를 피웠다는 것뿐이어서 불구속 상태에서 재판을 받도록 결정했다", "신씨에게 적용됐던 혐의 중 대마초 밀수는 검찰 수사 결과 사실이 아닌 것으로 드러났다"라고 밝혔다. 당시 교제 중이던 모델 이소라는 기자회견을 자청하여 자신은 신동엽의 대마초 흡연 사실을 알지 못했다고 밝히기도 했다. 2000년 2월 15일 서울중앙지방법원 이경민 판사는 대마 관리법 위반죄를 적용하여 2천만원의 벌금형을 선고했다.

## 출연 작품
- SBS 《TV 동물농장》
- KBS2 《불후의 명곡 - 전설을 노래하다》
- SBS 《미운 우리 새끼》
- tvN 《놀라운 토요일 - 도레미마켓》
- 쿠팡플레이 《SNL 코리아》
- MBN 《현역가왕2》

### 전 프로그램
- KBS2 《가족오락관》 - 게스트
- KBS1 《TV는 사랑을 싣고》 - 게스트
- KBS2 《퍼즐특급열차》 - 게스트
- Mnet 《비틀즈 코드 3D》남성그룹 슈퍼 주니어 신동 과 공동진행
- JTBC 《99인의 여자를 만족시키는 남자》 진행
- 채널A 《웰컴 투 돈월드》 진행
- QTV 《신동엽과 순위 정하는 여자》 진행
- tvN 《러브 스위치》 진행
- tvN 《신의 밥상》 진행
- 채널A 《이영돈 신동엽의 젠틀맨》 이영돈과 공동진행
- JTBC 《신동엽 김병만의 개구쟁이》 개그맨 김병만 과 공동진행
- QTV 《7번가의 기적》 진행
- KBS Joy 《더 체어 코리아 시즌 2》 진행
- SBS 《김연아의 키스 & 크라이》 진행
- MBC 《일요일 일요일 밤에 - 신동엽의 러브하우스》 진행
- MBC 《일요일 일요일 밤에 - 신동엽의 신장개업》 진행
- MBC 《일요일 일요일 밤에 - 신동엽의 운명드라마》 진행
- MBC 청춘시트콤 《남자 셋 여자 셋》 탤런트 홍경인 송승헌 김진 이의정 우희진 이제니와 공동출연
- MBC 《주병진 나이트쇼》 게스트
- MBC 《생방송 좋은밤입니다》 게스트
- MBC 《스타다큐》 게스트
- MBC 《느낌표 - 하자! 하자!》 진행
- MBC 《제14회 창작동요제》 방송인 겸 DJ 허수경과 공동진행
- SBS 《김용만, 신동엽의 즐겨찾기》 개그맨 겸 방송인 김용만과 공동진행
- SBS 《토요일 7시 웃으면 좋아요》 레일맨 안녕 하시렵니까 유행어 탄생
- SBS 월요시트콤 《혼자가 아니야》
- SBS 《초특급 꾸러기 대행진》 신동엽의 스타도전 진헹
- SBS 《 헤이헤이헤이》 배우 겸 탤런트 겸 방송인 김원희와 공동진행 2002~2003
- SBS 《헤이헤이헤이 시즌 2》 겸 탤런트 겸 방송인 김원희와 다시만나 공동진행 2006~2007
- SBS 《신동엽, 남희석의 맨 투 맨》 개그맨 겸 방송인 남희석과 공동진행
- SBS 《음악공간》
- SBS 《있다! 없다? 신동엽의 있다! 없다?》 진행
- SBS 《맛있는 초대》 진행
- SBS 《기쁜우리 젊은날》 게스트
- SBS 《새내기 출동Q》 가수 김원준 김건모와 공동진행
- SBS 《열려라 웃음천국》 개그맨 겸 방송인 겸 DJ 홍록기와 공동진행
- SBS 《신세대 전원 집합》 배우 겸 탤런트 전도연과 공동진행
- SBS 《기쁜우리 토요일》 개그우먼 겸 방송인 이영자와 공동진행
- SBS 《TV 전파왕국》 가수 겸 방송인 SM 재작자 이수만 전문 MC 김승현 개그맨 겸 방송인 이홍렬 홍록기 김경식 배우 김지호와 공동진행
- SBS 《이홍렬쇼》 게스트
- SBS 《김혜수 플러스유》 게스트
- SBS 《기분좋은밤》 개그우먼 이영자와 다시만나 공동진행
- SBS 《일요일이 좋다 - 체인지》 진행
- tvN 《신동엽의 YES OR NO》 진행
- mnet 《신동엽의 톡킹 18금》 진행
- SBS 《대결 8대1》 진행
- tvN 《신동엽의 감각제국》 진행
- KBS2 《해피투게더》 1세대 아이돌 걸그룹 핑클 멤버이자 가수 이상순의 아내인 이효리와 공동진행
- KBS2 《경제 비타민》 진행
- SBS 《일요일이 좋다 - 인체 탐험대》 진행
- SBS 《일요일이 좋다 - 골드미스가 간다》 진행
- MBC 《일요일 일요일 밤에 - 퀴즈프린스》 진행
- KBS2 《신동엽, 신봉선의 샴페인》 개그우먼 겸 방송인 신봉선과 공동진행
- KBS2 《달콤한 밤》 진행
- SBS 《신동엽의 300》 진행
- MBC 《일요일 일요일 밤에 - 오빠밴드》 진행
- KBS 《밤샘 버라이어티 야행성》 진행
- MBN 《뱀파이어 아이돌》 진행
- SBS 《강심장》 진행
- SBS 《두남자쇼》 진행
- MBC 《신동엽의 게스트 하우스》 진행
- SBS 《화신 - 마음을 지배하는 자》 진행
- KBS2 《음악의 참 놀라운 발견》 진행
- JTBC 《패티김쇼》 진행
- JTBC 《스토리 셀러, 당신의 1분》 진행
- SBS 《공감토크쇼 대한민국 1%》 진행
- KBS2 《미스터 피터팬》 진행
- KBS2 《밥상의 신》 진행
- 온스타일 《언 스타일》
- SBS 《패션왕 코리아 2》
- MBC every1 《신동엽과 총각파티》 진행
- JTBC 《마녀사냥》 진행
- JTBC 《힙합의 민족》 진행
- KBS1 《나는 대한민국》 진행
- KBS1 《퀴즈온 코리아》 진행
- MBC 《전설의 초대 with 박인비》
- KBS2 《마음의 소리》 - 특별출연
- KBS1 《도전 K-스타트업 2016》
- 채널A 《도플갱어쇼 별을 닮은 그대》
- XTM 《남원상사》
- E채널 《용감한 기자들》
- 올'리브 《오늘 뭐 먹지?》
- MBN 《황금알 2》
- JTBC 《이론상 완벽한 남자》
- 채널A 《커밍쑨》
- SBS 신동엽 VS 김상중 - 술이 더 해로운가, 담배가 더 해로운가 (김상중과 출연)
- JTBC2 《오늘의 운세》
- tvN 《수요미식회》
- JTBC2 《악플의 밤》
- KBS2 《대국민 토크쇼 안녕하세요 - 전국고민자랑》
- TV조선 《우리 이혼했어요》
- MBC 《스타와 친구가 부르는 송》
- tvN 《조금 불편해도 괜찮아》
- MBN 《조선판스타》
- TV조선 《미친.사랑.X》
- MBN 《현역가왕》
- tvN 《우리들의 차차차》
- JTBC 《손 없는 날》
- MBN 《현역가왕》
- MBC 《실화탐사대》

### 뮤지컬 출연
- 1992년 《솔로몬과 알렉산더의 국제 교류》 ... 에스파냐 하급 외교원 돈 키호테 역(주연)

### 시트콤
- 1996년 MBC 《남자 셋 여자 셋》 ... 신동엽 역
- 2002년 MBC 《연인들》 ... 정치인 신동철 역 (특별출연)
- 2008년 MBC 《코끼리》... 디자이너 꼴리오네신 역 (특별출연)
- 2017년 MBC 《보그맘》 ... 도도혜의 남편 역 (특별출연)

### 드라마
- 2004년 SBS 《혼자가 아니야》 ... 잡지사 기자 역
- 2007년 SBS 《사랑한다면 이들처럼》 ... 방송MC 역

### KBS
- 2010년 KBS1 《웃어라 동해야》 ... 호텔 식당 주방보조 역 (특별출연)
- 시트콤
- 2016년 KBS2 《마음의소리》 ... 신동엽 역 (특별출연)

### 타방송사
- 2011년 MBN 《뱀파이어 아이돌》 ... 동엽 역
- 2012년 tvN 《응답하라 1997》 ... 골든디스크 시상식 사회자 역 (목소리출연) (특별출연)
- 2018년 tvN 《빅 포레스트》 ... 신동엽 역
- 2025년 쿠팡플레이 《직장인들》 ... 신동엽 역

### 영화 출연
- 1993년 《둘이 합쳐 IQ 50》 ... (주연)
- 1993년 《장군의 손자》 ... (주연)
- 1999년 《학교전설》 ... 개동 역
- 2006년 《헷지》 ... 거북이 번 한국어 더빙
- 2013년 《세이빙 산타》 ... 네빌 한국어 더빙
- 2016년 《앵그리버드 더 무비》 ... 척 한국어 목소리
- 2023년 《좋.댓.구》 ... 실화탐사대 사회자 역 (특별출연)

### 라디오 프로그램 출연
- 2015년 EBS FM 《EBS 책 읽는 라디오 낭독 시리즈》

### CF 출연
- 1992년 해태제과식품 포티포티
- 1993년 미원통상 조르단 매직 칫솔
- 1993년 해태제과식품 구미초코볼 (1인 3역으로 출연)
- 1993년 해태제과식품 아몬디아 (장동건과 함께 출연)
- 1993년 키디하우스
- 1994년 남양산업 바른맛 호박죽
- 1994년 해태제과식품 칸츄리콘 (이휘재와 함께 출연)
- 1994년 오리온 포카칩 (SBS 개그맨 팀으로 출연)
- 1994년 은하수토이 4차원매직퍼즐
- 1996년 ~ 1998년 크라운제과 카라멜콘과 땅콩
- 1999년 SK텔레콤 스피드011 (이민우, 이나영, 이소라, 조성모 등과 함께출연)
- 1999년 크라운제과 롱스 (애니메이션 성우로 출연 / SBS 순풍산부인과 팀으로 출연)
- 2001년 LG화학 조은세상(MBC 러브하우스 팀으로 출연)
- 2002년 참참마루
- 2002년 아이넷스쿨
- 2002년 LG전자 휘센
- 2002년 인투인
- 2002년 삼양식품 수타면
- 2002년 CJ 백설군만두 (아유미와 함께 출연)
- 2007년 ~ 2009년 삼성생명 (보장자산 바로알기 캠페인/퓨처30플러스 (윤종신, 윤도현,

김원희 등과 함께 출연)/퍼팩트 종합보험)
- 2010년 아모레퍼시픽 메디안 치석케어 64%
- 2010년 동아제약 모닝케어
- 2010년~2012년 한국3M 스카치브라이트
- 2012년 동원F&B 개성왕만두 (2편에선 이영자와 함께 출연)
- 2012년 명인제약 이가탄 (백일섭, 김원희, 윤미라와 함께출연)
- 2013년 더맥키스컴퍼니(선양주조) 맥키스
- 2013년 LG유플러스 유플러스LTE
- 2013년 훌랄라치킨
- 2013년 천족
- 2014년 더풋샵
- 2014년 옐로모바일 쿠차
- 2014년 엔터메이트 노예가되어줘
- 2014년 현대자동차 캠페인
- 2014년 애플코리아 아이폰6 (유세윤과 함께 목소리 출연)
- 2015년 삼광글라스 글라스락
- 2015년 코리아 드라이브 1577-1577 (박보미와 함께 출연)
- 2015년 위드웹 여기어때
- 2015년 ~  굿지앤 신동엽 브랜드
- 2016년 ~ 2023년 롯데렌터카
- 2016년 삿포로맥주
- 2016년 한국마즈 시저
- 2016년~2019년 코오롱제약 아프니벤큐
- 2017년 에이티젠 NK뷰키트
- 2017년 유진투자증권
- 2017년 롯데렌터카 신차장 대 차사장 편 (임채무와 함께 출연)
- 2017년 ~ 동대문엽기떡볶이
- 2018년 금융감독원
- 2018년 종국이두마리치킨
- 2019년 ~ 에이티젠 NK365
- 2020년 ~ 2021년 웅진씽크빅 웅진스마트올 (소이현와 함께 출연)
- 2021년 도미노피자 (김선호와 함께 출연)
- 2022년 더블미디어 팬더TV(팬더티비) (BJ세자와 함께 출연)
- 2023년 ~ 아이비에듀
- 2024년 ~ 유한양행 라라올라

## 수상 내역
- 1993년 SBS 스타상 코미디부문 인기상
- 1994년 제30회 백상예술대상 TV부문 남자 예능상
- 1994년 SBS 스타상 코미디부문 우수연기상
- 1995년 SBS 스타상 코미디부문 우수연기상
- 1995년 제4회 한국최고인기연예대상 방송부문
- 1996년 제3회 대한민국연예예술상 남자 희극인상
- 2002년 제1회 어린이청소년 미디어상
- 2002년 SBS 연기대상 TV/MC부문 특별상
- 2002년 KBS 연예대상 대상
- 2004년 제11회 대한민국연예예술상 진행자상
- 2010년 SBS 연예대상 예능 10대 스타상
- 2012년 KBS 연예대상 대상
- 2012년 SBS 연예대상 베스트 커플상
- 2013년 제6회 스타일 아이콘 어워즈 10대 스타일아이콘상
- 2013년 제40회 한국방송대상 진행자부문 개인상
- 2013년 제7회 M.net 20's Choice 핫 버라이어티스타상
- 2013년 제8회 에이어워즈 리더십부문
- 2014년 제50회 백상예술대상 TV부문 남자 예능상
- 2014년 제5회《대한민국 대중문화예술상》국무총리 표창
- 2015년 제27회 한국PD대상 TV진행자부문 출연자상
- 2016년 제15회 대한민국 국회대상 콘텐츠 부문 방송진행상
- 2016년 제10회 케이블TV 방송대상 케이블스타상 베스트MC 부문
- 2016년 제1회 tvN 10 어워즈 베스트 MC상
- 2016년 SBS 연예대상 대상
- 2017년 제29회 한국PD대상 TV진행자부문 출연자상
- 2019년 KBS 연예대상 프로듀서 특별상
- 2021년 SBS 연예대상 올해의 예능인상
- 2021년 SBS 연예대상 대상 (미운 우리 새끼팀 단체수상)
- 2022년 KBS 연예대상 올해의 예능인상
- 2022년 KBS 연예대상 대상
- 2022년 제27회 소비자의 날 시상식 예능부문 방송인상
- 2023년 KBS 빛낸 50인
- 2023년 제14회 대한민국 대중문화예술상 대통령 표창
- 2023년 제21회 KBS 연예대상 올해의 예능인상
- 2024년 제3회 청룡 시리즈 어워즈 남자 예능인상 (SNL 코리아 5)
- 2025년 제61회 백상예술대상 방송부문 남자 예능상

## 같이 보기
- 김원희
- 이영자
- 정선희
- 홍진경
- 이경규
- 김국진
- 김용만
- 유재석
- 강호동
- 박명수
- 정준하
- 김제동
- 김구라
- 이휘재
- 박수홍
- 남희석
- 김한석
- 전현무
- 송은이
- 노홍철
- 서장훈
- 유세윤
- 유희열
- 김생민
- 안재욱
- 임원희
- 이상민
- 김희철
- 김종국
- 이병헌
- 송승헌
- 장진 (영화 감독)
- 황정민
- 류승룡
- 이철민
- 정웅인
- 이효리
- 정찬우
- 김태균
- 성시경
- 안영미
- 김민교
- 권혁수
- 정성호
- 정상훈
- 정이랑
- 서세원
- 김준현
- 송창의 (연출가)
- 윤현진
- 장예원
- 토니 안
- 붐
- 박나래
- 문세윤
- 김동현
- 이녕
- 입짧은햇님
- 넉살
- 한해
- 김정근 (아나운서)
- 강다솜
- 문희준
- 정재형
- 박지훈 (법조인)
- 태연
- Key